# Anachipteria achipteroides
Anachipteria achipteroides är en kvalsterart som först beskrevs av Ewing 1913.  Anachipteria achipteroides ingår i släktet Anachipteria och familjen Achipteriidae. Inga underarter finns listade i Catalogue of Life.